# Chaetacis carimagua
Chaetacis carimagua là một loài nhện trong họ Araneidae.
Loài này thuộc chi Chaetacis. Chaetacis carimagua được Herbert Walter Levi miêu tả năm 1985.